# الرومانية الكاثوليكية في إيطاليا
الكنيسة الكاثوليكية الإيطالية هي جزء من الكنيسة الرومانية الكاثوليكية العالمية في ظل القيادة الروحية للبابا في الكوريا في روما ومؤتمر الأساقفة الإيطالي. بالإضافة إلى إيطاليا توجد دولتان ذاتا سيادة مدرجتان في الأبرشيات الإيطالية ومقرها سان مارينو ومدينة الفاتيكان. هناك 225 أبرشية في الكنيسة الكاثوليكية الإيطالية.
تمتلك إيطاليا ثقافة كاثوليكية غنية بوجود العديد من القديسين والشهداء والباباوات الطليان. ازدهر الفن الروماني الكاثوليكي في إيطاليا في العصور الوسطى وعصر النهضة والباروك مع فنانين إيطاليين مثل ميكيلانجيلو وليوناردو دا فينشي ورافاييل وكارافاجيو وفرا أنجيليكو وجان لورينزو برنيني وساندرو بوتيتشيلي وتينتوريتو وتيتيان وجيوتو. تعتبر الهندسة المعمارية الكاثوليكية في إيطاليا غنية أيضاً ومثيرة للإعجاب، فهناك كنائس وكاتدرائيات مثل كاتدرائية القديس بطرس وكاتدرائية فلورنسا وكنيسة القديس مرقس. وفقًا للتقاليد المسيحية يعتبر كل من فرنسيس الأسيزي وكاترين السينائيّة رعاة إيطاليا.
يعتنق أغلب الطليان المسيحية ديناً على المذهب الروماني الكاثوليكي، الذي يعدّ أكبر مذهب في البلاد، حيث يعتبر حوالي 87.8% من الإيطاليين أنفسهم كاثوليك. تعتبر إيطاليا موطناً لأكبر عدد من الكرادلة في العالم، كما تضم أكبر عدد من الكنائس الكاثوليكية الرومانية للفرد الواحد. وتضم إيطاليا أكبر تجمع كاثوليكي في أوروبا وخامس أضخم تجمع كاثوليكي في العالم بعد البرازيل، المكسيك، الولايات المتحدة والفلبين.